# Aeropress

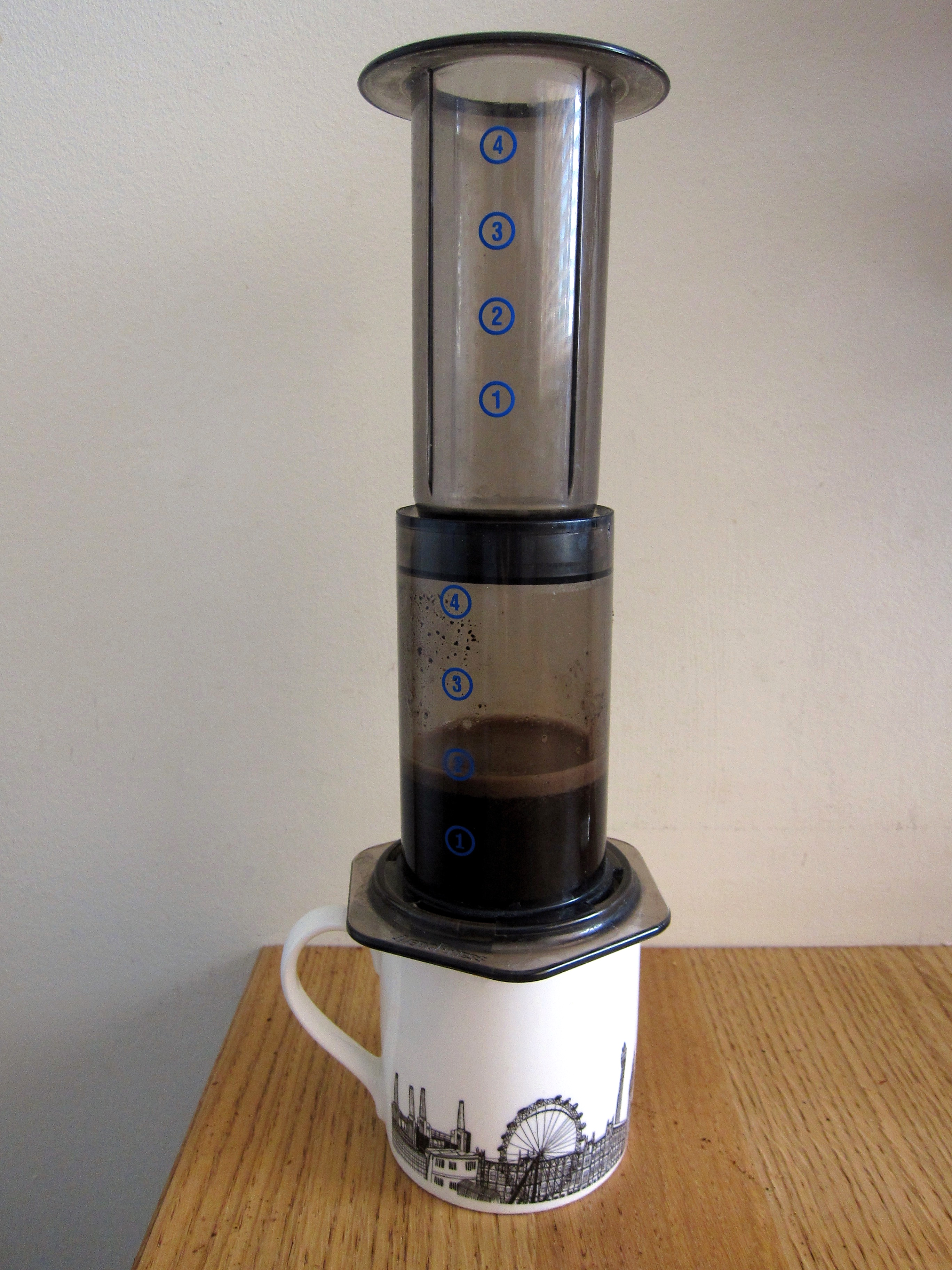
Aeropress

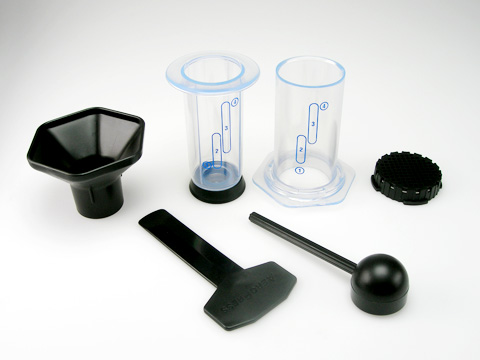
AeroPress wraz z akcesoriami (na zdjęciu brak papierowych filtrów)

Aeropress – urządzenie służące do ręcznego zaparzania naparu kawy, skonstruowane w 2005 roku przez Amerykanina Alana Adlera.
Aeropress składa się z cylindra zaparzającego z sitkiem oraz tłoka zakończonego uszczelką. Zestaw jest uzupełniony mieszadełkiem, lejkiem oraz miarką do kawy.

## Zasada działania
W odkręconym sitku zostaje umieszczony okrągły filtr do kawy, następnie zmielona kawa zostaje wsypana do cylindra, zalana gorącą wodą i zmieszana. Mieszanka wody z kawą zostaje za pomocą kolby przeciśnięta przez filtr do filiżanki, gdzie otrzymuje się napar kawy.
Należy użyć około 16-22 gramów kawy na 250/270 ml wody w temperaturze 85 °C do 94 °C; kawę należy zmielić grubiej niż do ekspresów kolbowych.